# Valbona Jakova
Valbona Jakova (Tirana, 23 ottobre 1953) è una poetessa e scrittrice albanese naturalizzata italiana, membro del Movimento dal sottosuolo.

## Biografia
Valbona Jakova, poetessa e traduttrice, giunge in Italia nel 1991. Attualmente vive a Ghedi, in provincia di Brescia. Nipote del drammaturgo Kolë Jakova, e del politico Tuk Jakova. Sotto il regime di Enver Hoxha, ha subito la repressione politica, costretta a vivere isolata tra le montagne insieme alla famiglia. Ha tradotto in albanese poesie di Pablo Neruda, Giuseppe Ungaretti, Jack Hirschman, Olimbi Velaj, Luan Rama e Beppe Costa. 
Il 16 dicembre 2023 in occasione del concorso "XL Premio Firenze" tenutosi in Piazza della Signoria a Firenze presso "Palazzo Vecchio", sotto l’Alto Patrocinio del Parlamento Europeo, riceve Primo Premio per la categoria "Poesie Edite", con una poesia ripresa dal suo ultimo libro "Sul Crinale Del Cuore".

## Elenco delle opere

### Poesia in lingua albanese
- Enigmat e Pasmesnatës, (Enigmi di dopomezzanotte) 1995
- Kujt i takon kjo buzëqeshie e brishtë?, (A chi tocca quest'esile sorriso) 1999

### Poesia in lingua italiana
- La tempesta delle ore, Pellicano, 2016. ISBN 9788899615079
- I tre porcellini e i porcellini emigranti, 2019. ISBN 9788894289633
- Richiamare al bene, Gilgamesh, 2020. ISBN 9788868674823
- Sul crinale del cuore, Besa Muci, 2022. ISBN 9788836293155
- I viaggi di una mediatrice culturale, De-Comporre, 2023 ISBN 9791280848482

### Antologie
- I dialetti nelle valli del mondo, AA.VV. Seam Edizioni 2015, ISBN 9788881795314

### Saggistica
- Ti racconto il mio paese, (Vannini Editrice) 2002 ISBN 9788886430906

Premi e Riconoscimenti
- "XL Premio Firenze" 16 Dicembre 2023, 1 Posto nella categoria "Poesie Edite"